# Nico Hülkenberg
Nicolas "Nico" Hülkenberg (Emmerik, 19 augustus 1987) is een Duitse autocoureur die sinds 2010 in de Formule 1 actief is. Hij reed sindsdien voor Williams, Force India, Sauber, Renault, Racing Point en Haas en was test- en reserverijder voor Aston Martin-Mercedes, Mercedes en McLaren-Mercedes. Vanaf 2025 rijdt hij opnieuw bij Sauber, dat in 2026 door een overname zal doorgaan als Audi F1 Team. Naast Formule 1 heeft Hülkenberg deelgenomen aan de 24 uur van Le Mans. De eerste keer dat hij deelnam bracht hem dat in 2015 meteen de overwinning.
De manager van Hülkenberg is Willi Weber, die ook manager van Michael Schumacher is geweest.

## Carrière

### Karting
Hülkenberg begon met karten in 1997 toen hij tien was. In zijn beginjaren was hij actief op de Nederlandse kartcircuits Pottendijk in Emmen en de kartbaan in Eefde. Hij deed mee in wereldwijde kartcompetities tot 2005.

### Formule BMW
In 2005 ging hij meedoen in de Formule BMW ADAC. Zijn debuut was goed: hij domineerde het kampioenschap en won de titel.

### A1 GP
Hij werd in 2006 de eerste coureur van A1 Team Duitsland in de A1GP. Ook het A1GP-kampioenschap domineerde hij in zijn debuutjaar. Ook het volgende seizoen, 2006–2007, won hij de titel.

### Formule 3 Euroseries
In de jaren 2007–2008 neemt Hülkenberg deel aan de Formule 3 Euroseries. Hülkenberg won op zondag 5 augustus 2007 de Masters of Formula 3 race op Circuit Zolder. Hij had zelf liever gezien dat de race op Circuit Park Zandvoort werd gehouden omdat hij een week eerder daar won. Hij eindigde dat seizoen op de derde plaats. Het seizoen 2008 wordt hij overtuigend kampioen.

### GP2 Series
In 2009 rijdt hij zijn eerste seizoen in de GP2. Op Monza behaalde hij de titel van dat seizoen, waarmee hij de eerste coureur werd die de GP2-titel voor het laatste weekend van het seizoen haalde.

#### Resultaten 2005 – 2009
| Seizoen | Klasse               | Teamnaam              | Races | Poles | Winst | Punten | Einduitslag |
| ------- | -------------------- | --------------------- | ----- | ----- | ----- | ------ | ----------- |
| 2005    | Formule BMW ADAC     | Josef Kaufmann Racing | 20    | 8     | 9     | 287    | 1           |
| 2006    | ATS Formule 3        | Josef Kaufmann Racing | 18    | 1     | 3     | 78     | 5           |
| 2006    | A1GP                 | A1 Team Duitsland     | 10    | 3     | 9     | 126    | 1           |
| 2007    | Formule 3 Euroseries | Team ASM Formule 3    | 2     | 0     | 0     | 14     | 3           |
| 2008    | Formule 3 Euroseries | Team ASM Formule 3    | 10    | 8     | 7     | 85     | 1           |
| 2009    | GP2 Series           | ART Grand Prix        | 20    | 3     | 5     | 100    | 1           |

## 24 uur van Le Mans

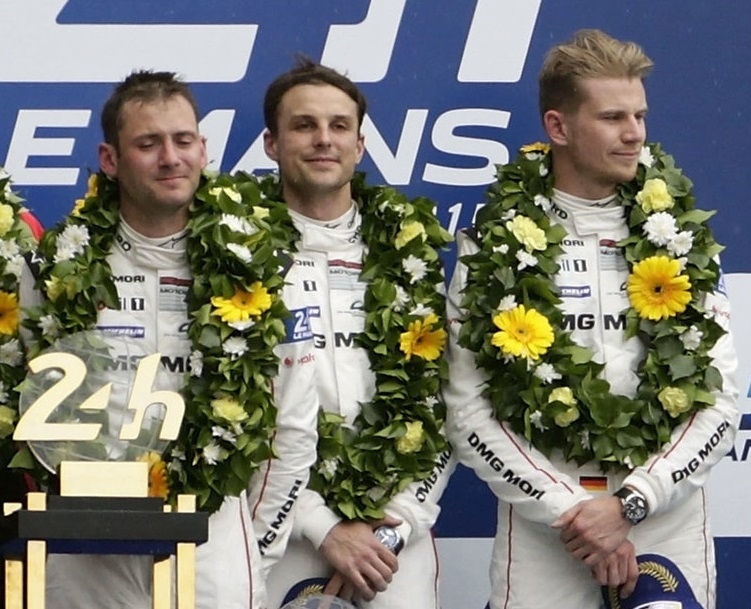
v.l.n.r. Nick Tandy, Earl Bamber, en Nico Hülkenberg, winnaars 24 uur van Le Mans 2015

### Porsche (2015)
In 2015 reed Hülkenberg, naast de Formule 1, ook de 24 uur van Le Mans met Porsche. Samen met Nick Tandy en Earl Bamber won hij in zijn eerste poging de race.

## Formule 1

### Williams (2010)
Hülkenbergs manager Weber bevestigde dat hij en Renault F1-teambaas Flavio Briatore gesprekken hadden gehad. Op 3 december 2007 werd bekend dat Hülkenberg ging testen voor het Williams F1-team. Op 2 november 2009 werd bekendgemaakt dat hij in 2010 de teamgenoot zou zijn van Rubens Barrichello bij Williams.
Op 6 november 2010 pakte Hülkenberg verrassend zijn eerste polepositie op het circuit Interlagos in Brazilië. Uiteindelijk eindigde hij als veertiende in het kampioenschap met 22 punten.

### Force India (2011-2012)
Op 26 januari 2011 werd Hülkenberg bevestigd als testrijder bij Force India. Eind december 2011 werd hij bevestigd als racecoureur voor Force India in 2012, waar hij de teamgenoot werd van Paul di Resta. Hier behaalde hij met een vierde plaats in de Grand Prix van België zijn beste resultaat. In Singapore zette hij zijn eerste snelste ronde in zijn Formule 1-carrière neer.

### Sauber (2013)
Op 31 oktober 2012 werd bekend dat Hülkenberg bij Force India vertrok en in 2013 bij het team van Sauber reed.

### Force India (2014-2016)
In 2014 keerde Hülkenberg terug bij Force India. Hülkenberg reed met startnummer 27. Sergio Pérez was zijn teamgenoot. 

### Renault (2017-2019)
Op 14 oktober 2016 werd bekend dat Hülkenberg in 2017 Force India zou verlaten. Niet veel later werd bevestigd dat hij de overstap zou maken naar het fabrieksteam van Renault.

### Racing Point (2020)
Op 31 juli 2020 werd bekend dat Hülkenberg de vervanger moest gaan worden van de door een COVID-19 besmetting getroffen Sergio Pérez. Echter kwam vlak voor de start naar buiten dat Hülkenberg de race niet zou aanvangen vanwege motorische problemen. Ook een week later mocht de Duitser instappen, tijdens de Grand Prix Formule 1 van het 70-jarige jubileum, hierbij behaalde hij direct de derde startplek tijdens de kwalificatie. Sergio Pérez testte voorafgaand aan het raceweekend nogmaals positief op het coronavirus.
Op 10 oktober van datzelfde seizoen werd bekendgemaakt dat de teamgenoot van Pérez, Lance Stroll ziek was geworden. Hülkenberg verving Stroll tijdens de GP van de Eifel.

### Aston Martin (2021-2022)
In 2021 werd bekend dat Hülkenberg reserve- en testrijder zou worden voor Aston Martin.
Hülkenberg verving tijdens de Grand Prix Formule 1 van Bahrein 2022 Sebastian Vettel die positief getest was op COVID-19. Ook de tweede race, in Saoedi-Arabië, verving Hülkenberg Vettel omdat Vettel geen negatieve COVID-19 test kon overleggen.

### Haas (2023-2024)
Op 17 november 2022 werd bevestigd dat Hülkenberg voor Haas F1 Team zal gaan rijden.

### Kick Sauber (2025)
Op 26 april 2024 werd bekend dat Hülkenberg vanaf het seizoen 2025 zal overstappen naar Sauber, in voorbereiding op de overname van dat team door Audi in 2026.
Op 6 juli 2025 wist Hülkenberg tijdens de GP van Groot-Brittannië, zijn 239e race in de Formule 1, zijn eerste podiumplaats te behalen door als derde te eindigen, achter de McLarens van Lando Norris en Oscar Piastri. Hij vestigde hiermee een record en nam het over van Carlos Sainz jr. die er 101 races over deed om zijn eerste podium te halen.

## Formule 1-carrière

### Teams
| Jaar/Jaren | Team         |
| ---------- | ------------ |
| 2010       | Williams     |
| 2012       | Force India  |
| 2013       | Sauber       |
| 2014–2016  | Force India  |
| 2017–2019  | Renault      |
| 2020       | Racing Point |
| 2022       | Aston Martin |
| 2023–2024  | Haas         |
| 2025       | Kick Sauber  |

### Statistiek
Onderstaande tabel is bijgewerkt tot en met de Grand Prix van Hongarije 2025.
|                           | 2010 | 2012 | 2013 | 2014 | 2015 | 2016 | 2017 | 2018 | 2019 | 2020 | 2022 | 2023 | 2024 | 2025 * | Totaal           |
| ------------------------- | ---- | ---- | ---- | ---- | ---- | ---- | ---- | ---- | ---- | ---- | ---- | ---- | ---- | ------ | ---------------- |
| Aantal ingeschreven races | 19   | 20   | 19   | 19   | 19   | 21   | 20   | 21   | 21   | 3    | 2    | 22   | 24   | 13 *   | 243 (240 starts) |
| Aantal zeges              | 0    | 0    | 0    | 0    | 0    | 0    | 0    | 0    | 0    | 0    | 0    | 0    | 0    | 0 *    | 0                |
| Aantal pole-positions     | 1    | 0    | 0    | 0    | 0    | 0    | 0    | 0    | 0    | 0    | 0    | 0    | 0    | 0 *    | 1                |
| Aantal snelste rondes     | 0    | 1    | 0    | 0    | 0    | 1    | 0    | 0    | 0    | 0    | 0    | 0    | 0    | 0 *    | 2                |
| Aantal podiumplaatsen     | 0    | 0    | 0    | 0    | 0    | 0    | 0    | 0    | 0    | 0    | 0    | 0    | 0    | 1 *    | 1                |
| Aantal WK-punten          | 22   | 63   | 51   | 96   | 58   | 72   | 43   | 69   | 37   | 10   | 0    | 9    | 41   | 37 *   | 608              |
| Eindstand WK              | 14   | 11   | 10   | 9    | 10   | 9    | 10   | 7    | 14   | 15   | 22   | 16   | 11   | 9 *    |                  |

* Seizoen loopt nog.

### Formule 1-resultaten
| Kleur  | Resultaat                       |
| ------ | ------------------------------- |
| Goud   | Winnaar                         |
| Zilver | Tweede plaats                   |
| Brons  | Derde plaats                    |
| Groen  | Gefinisht (punten behaald)      |
| Blauw  | Gefinisht (geen punten behaald) |
| Blauw  | Niet geklasseerd (NC)           |
| Paars  | Uitgevallen (DNF)               |
| Rood   | Niet gekwalificeerd (DNQ)       |

| Kleur   | Resultaat                              |
| ------- | -------------------------------------- |
| Zwart   | Gediskwalificeerd (DSQ)                |
| Wit     | Niet gestart (DNS)                     |
| Blanco  | Gewond (INJ)                           |
| Blanco  | Uitgesloten (EX)                       |
| Blanco  | Teruggetrokken (WD) / Niet deelgenomen |
| 1, 2, 3 | Sprint positie (punten behaald)        |
| P       | Poleposition                           |
| S       | Snelste ronde                          |

#### 2010 – 2019
| Jaar | Inschrijving                   | Chassis            | Motor                     | 1       | 2       | 3       | 4       | 5       | 6       | 7       | 8       | 9       | 10      | 11      | 12     | 13      | 14      | 15      | 16      | 17      | 18      | 19     | 20      | 21      | Pos. | Punten |
| ---- | ------------------------------ | ------------------ | ------------------------- | ------- | ------- | ------- | ------- | ------- | ------- | ------- | ------- | ------- | ------- | ------- | ------ | ------- | ------- | ------- | ------- | ------- | ------- | ------ | ------- | ------- | ---- | ------ |
| 2010 | AT&T Williams                  | Williams FW32      | Cosworth CA2010 2.4 V8    | BHR 14  | AUS DNF | MAL 10  | CHN 15  | SPA 16  | MON DNF | TUR 17  | CAN 13  | EUR DNF | GBR 10  | DUI 13  | HON 6  | BEL 14  | ITA 7   | SIN 10  | JPN DNF | KOR 10  | BRA 8P  | ABU 16 |         |         | 14   | 22     |
| 2011 | Force India F1 Team            | Force India VJM04  | Mercedes FO 108Y 2.4 V8   | AUS TC  | MAL TC  | CHN TC  | TUR TC  | SPA TC  | MON 0   | CAN TC  | EUR TC  | GBR TC  | DUI TC  | HON TC  | BEL TC | ITA TC  | SIN 0   | JPN TC  | KOR 0   | IND 0   | ABU 0   | BRA TC |         |         | -    | -      |
| 2012 | Sahara Force India F1 Team     | Force India VJM05  | Mercedes FO 108Z 2.4 V8   | AUS DNF | MAL 9   | CHN 15  | BHR 12  | SPA 10  | MON 8   | CAN 12  | EUR 5   | GBR 12  | DUI 9   | HON 11  | BEL 4  | ITA 21  | SIN 14S | JPN 7   | KOR 6   | IND 8   | ABU DNF | VST 8  | BRA 5   |         | 11   | 63     |
| 2013 | Sauber F1 Team                 | Sauber C32         | Ferrari 056 2.4 V8        | AUS DNS | MAL 8   | CHN 10  | BHR 12  | SPA 15  | MON 11  | CAN DNF | GBR 10  | DUI 10  | HON 11  | BEL 13  | ITA 5  | SIN 9   | KOR 4   | JPN 6   | IND 19  | ABU 14  | VST 6   | BRA 8  |         |         | 10   | 51     |
| 2014 | Sahara Force India F1 Team     | Force India VJM07  | Mercedes PU106A Hybrid V6 | AUS 6   | MAL 5   | BHR 5   | CHN 6   | SPA 10  | MON 5   | CAN 5   | OOS 9   | GBR 8   | DUI 7   | HON DNF | BEL 10 | ITA 12  | SIN 9   | JPN 8   | RUS 12  | VST DNF | BRA 8   | ABU 6  |         |         | 9    | 96     |
| 2015 | Sahara Force India F1 Team     | Force India VJM08  | Mercedes PU106B Hybrid V6 | AUS 7   | MAL 14  | CHN DNF | BHR 13  | SPA 15  | MON 11  | CAN 8   | OOS 6   |         |         |         |        |         |         |         |         |         |         |        |         |         | 10   | 58     |
| 2015 | Sahara Force India F1 Team     | Force India VJM08B | Mercedes PU106B Hybrid V6 |         |         |         |         |         |         |         |         | GBR 7   | HON DNF | BEL DNS | ITA 7  | SIN DNF | JPN 6   | RUS DNF | VST DNF | MEX 7   | BRA 6   | ABU 7  |         |         | 10   | 58     |
| 2016 | Sahara Force India F1 Team     | Force India VJM09  | Mercedes PU106C Hybrid V6 | AUS 7   | BHR 15  | CHN 15S | RUS DNF | SPA DNF | MON 6   | CAN 8   | EUR 9   | OOS 19  | GBR 7   | HON 10  | DUI 7  | BEL 4   | ITA 10  | SIN DNF | MAL 8   | JPN 8   | VST DNF | MEX 7  | BRA 7   | ABU 7   | 9    | 72     |
| 2017 | Renault Sport Formula One Team | Renault R.S.17     | Renault R.E.17 V6         | AUS 11  | CHN 12  | BHR 9   | RUS 8   | SPA 6   | MON DNF | CAN 8   | AZE DNF | OOS 13  | GBR 6   | HON 17  | BEL 6  | ITA 13  | SIN DNF | MAL 16  | JPN DNF | VST DNF | MEX DNF | BRA 10 | ABU 6   |         | 10   | 43     |
| 2018 | Renault Sport Formula One Team | Renault R.S.18     | Renault R.E.18 V6         | AUS 7   | BHR 6   | CHN 6   | AZE DNF | SPA DNF | MON 8   | CAN 7   | FRA 9   | OOS DNF | GBR 6   | DUI 5   | HON 12 | BEL DNF | ITA 13  | SIN 10  | RUS 12  | JPN DNF | VST 6   | MEX 6  | BRA DNF | ABU DNF | 7    | 69     |
| 2019 | Renault F1 Team                | Renault R.S.19     | Renault E-Tech 19 V6      | AUS 7   | BHR 17† | CHN DNF | AZE 14  | SPA 13  | MON 13  | CAN 7   | FRA 8   | OOS 13  | GBR 10  | DUI DNF | HON 12 | BEL 8   | ITA 5   | SIN 9   | RUS 10  | JPN DSQ | MEX 10  | VST 9  | BRA 15  | ABU 12  | 14   | 37     |
| Jaar | Inschrijving                   | Chassis            | Motor                     | 1       | 2       | 3       | 4       | 5       | 6       | 7       | 8       | 9       | 10      | 11      | 12     | 13      | 14      | 15      | 16      | 17      | 18      | 19     | 20      | 21      | Pos. | Punten |

#### 2020 – heden
| Jaar  | Inschrijving             | Chassis            | Motor                      | 1      | 2      | 3      | 4       | 5      | 6       | 7      | 8       | 9        | 10     | 11     | 12     | 13     | 14     | 15     | 16     | 17     | 18     | 19     | 20     | 21      | 22     | 23       | 24    | Pos. | Punten |
| ----- | ------------------------ | ------------------ | -------------------------- | ------ | ------ | ------ | ------- | ------ | ------- | ------ | ------- | -------- | ------ | ------ | ------ | ------ | ------ | ------ | ------ | ------ | ------ | ------ | ------ | ------- | ------ | -------- | ----- | ---- | ------ |
| 2020  | BWT Racing Point F1 Team | Racing Point RP20  | BWT-Mercedes V6            | OOS 0  | STI 0  | HON 0  | GBR DNS | 70J 7  | SPA 0   | BEL 0  | ITA 0   | TOS 0    | RUS 0  | EIF 8  | POR 0  | EMI 0  | TUR 0  | BHR 0  | SAK 0  | ABU 0  |        |        |        |         |        |          |       | 15   | 10     |
| 2022  | Aston Martin F1          | Aston Martin AMR22 | Mercedes M13 E Performance | BHR 17 | SAU 12 | AUS 0  | EMI 0   | MIA 0  | SPA 0   | MON 0  | AZE 0   | CAN 0    | GBR 0  | OOS 0  | FRA 0  | HON 0  | BEL 0  | NED 0  | ITA 0  | SIN 0  | JPN 0  | VST 0  | MXS 0  | SAP 0   | ABU 0  |          |       | 22   | 0      |
| 2023  | Haas F1 Team             | Haas VF-23         | Ferrari 066/10 V6          | BHR 15 | SAU 12 | AUS 7  | AZE 17  | MIA 15 | MON 17  | SPA 15 | CAN 15  | OOS 6DNF | GBR 13 | HON 14 | BEL 18 | NED 12 | ITA 17 | SIN 13 | JPN 14 | QAT 16 | VST 11 | MXS 13 | SAP 12 | LSV 19† | ABU 15 |          |       | 16   | 9      |
| 2024  | Haas F1 Team             | Haas VF-24         | Ferrari 066/10 V6          | BHR 16 | SAU 10 | AUS 9  | JPN 11  | CHN 10 | MIA 711 | EMI 11 | MON DNF | CAN 11   | SPA 11 | OOS 6  | GBR 6  | HON 13 | BEL 18 | NED 11 | ITA 17 | AZE 11 | SIN 9  | VST 8  | MXS 9  | SAP DSQ | LSV 8  | QAT 7DNF | ABU 8 | 11   | 41     |
| 2025* | Kick Sauber              | Sauber C45         | Ferrari 066/15 V6          | AUS 7  | CHN 15 | JPN 16 | BHR DSQ | SAU 15 | MIA 14  | EMI 12 | MON 16  | SPA 5    | CAN 8  | OOS 9  | GBR 3  | BEL 12 | HON 13 | NED 0  | ITA 0  | AZE 0  | SIN 0  | VST 0  | MXS 0  | SAP 0   | LSV 0  | QAT 0    | ABU 0 | 9*   | 37*    |
| Jaar  | Inschrijving             | Chassis            | Motor                      | 1      | 2      | 3      | 4       | 5      | 6       | 7      | 8       | 9        | 10     | 11     | 12     | 13     | 14     | 15     | 16     | 17     | 18     | 19     | 20     | 21      | 22     | 23       | 24    | Pos. | Punten |

- † Uitgevallen maar wel geklasseerd omdat er meer dan 90% van de race-afstand werd afgelegd.
- * Seizoen loopt nog.